# Sainte-Croix-du-Mont
Sainte-Croix-du-Mont es una comuna francesa, situada en el departamento de la Gironda, en la región de Aquitania en el suroeste de Francia. A sus habitantes se los denomina, en francés, montécruciens.

## Geografía
Es zona de viñedos con denominación de origen propia: AOC Sainte-Croix-du-Mont. Se extiende por 450 hectáreas de viñedo, plantado con las variedades semillón, sauvignon y muscadelle.

## Demografía
| 924 | 926 | 846 | 820 | 804 | 844 |
| Para los censos de 1962 a 1999 la población legal corresponde a la población sin duplicidades (Fuente: INSEE [Consultar]) |     |     |     |     |     |

## Lugares y monumentos
- Château Potensac